# Idioma australés
El australés (Reo Tuha’a pae) es una lengua polinesia hablada por 5,000 personas en las islas australes de la polinesia francesa.  Es una de las varias lenguas australes, y actualmente está siendo reemplazado por el tahitiano, con el cual es mutuamente inteligible.